# Levi Rigters
Levi Rigters (Abcoude, 12 juli 1995) is een Nederlands kickbokser.

## Carrière
Rigters debuteerde in december 2020 voor Glory tijdens het wegens Covid-19 meermaals uitgestelde Glory 76. In een minitoernooi versloeg hij Marciano Bhagwandass en Nordine Mahieddine en won het toernooi. Op 30 januari 2021 verloor hij tijdens Glory 77 direct van Tarik Khbabez. In september 2021 versloeg Rigters tijdens Glory 78 de Slowaak Tomáš Možný  na technisch knock-out in de derde ronde.
Op 19 maart 2022 organiseerde Glory in het Trixxo Arena in Hasselt een kickboksevenement met een kamp tussen Rigters en de Marokkaans-Belgische Jamal Ben Saddik als hoofdact. Echter ging dat op het laatste moment niet door omdat er ongeregeldheden waren uitgebroken in de tribunes tussen supporters van kickboksers uit een voorgaande kamp.
Op 8 maart 2022 versloeg Rigters tijdens Collision 4 Tariq Osaro op unanimous decision. Op 7 oktober 2023 versloeg hij tijdens Glory 89 Ion Taburceanu op technische knock-out in de eerste ronde. Rigters zou eigenlijk tegen Martin Terpstra vechten, maar die moest kort voor het gevecht afzeggen. Ion Taburceanu werd vijf uur voor het gevecht, onvoorbereid, ingevlogen, en kon weinig weerstand bieden tegen Rigters. Zowel de media als de commentatoren tijdens het gevecht waren niet te spreken over het gevecht en vonden het een 'ongelijke strijd'.
Op 9 maart 2024 kwam Rigters uit tijdens het toernooi Glory Grand Prix. In de kwartfinale versloeg hij Uku Jürjendal in de tweede ronde op knock-out. In de halve finale versloeg hij Bahram Rajabzadeh op unanimous decision. In de finale mocht hij het opnemen tegen Rico Verhoeven. Deze finale verloor hij in de tweede ronde, op technische knock-out.
In juli 2024 maakte Rigters de overstap naar ARJ Gym bij trainer Mike Polanen.
Rigters daagde Rico Verhoeven uit voor de Glory zwaargewichttitel in een rematch tijdens Collision 7 op 7 december 2024 in het GelreDome in Arnhem, Nederland, maar hij verloor dit gevecht. In maart 2025 was Rigters te zien in het RTL 4-programma The Floor VIPS.